# Obernzell
Obernzell là một đô thị ở huyện Passau bang Bayern thuộc nước Đức.

Obernzell